# 고미나토 철도선

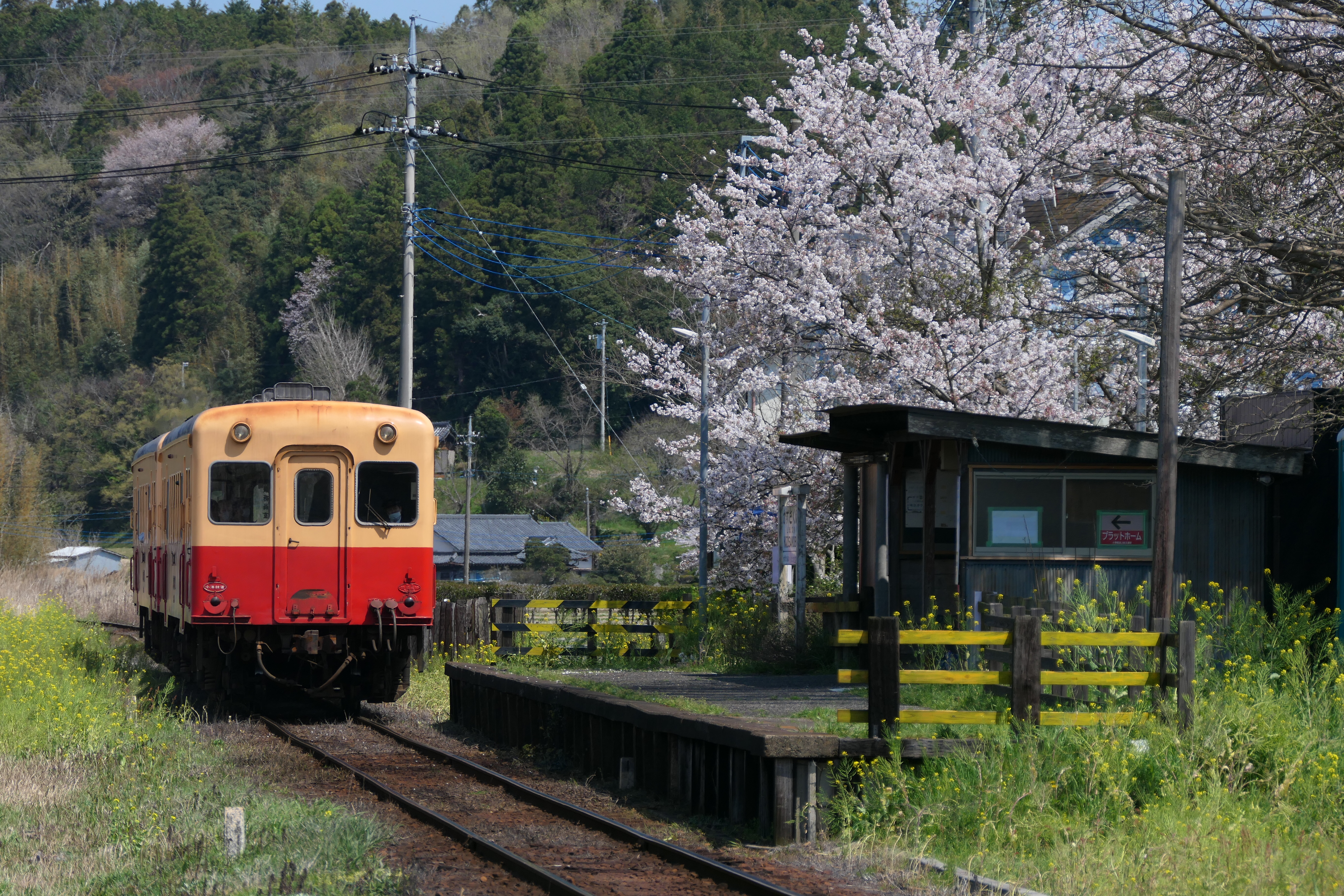
가즈사쿠보역에 접근하는 키하 200형 기동차 (2020년 3월 31일)

고미나토 철도선(小湊鉄道線)은 일본 지바현 이치하라시 고이역에서, 지바현 이스미군 오타키정의 가즈사나카노역까지 연결하는 고미나토 철도의 철도 노선이다. 보소반도의 도쿄만 연안에서 내륙부를 연결하고 노선의 대부분이 이치하라시에 속한다.